# 弗兰克-米夏埃尔·瓦尔
弗兰克-米夏埃尔·瓦尔（德語：Frank-Michael Wahl，1956年8月24日—），德国男子手球运动员。他曾代表东德和德国参加1980年、1988年和1992年夏季奥林匹克运动会手球比赛，获得一枚金牌。